# Carmandino
Carmadino o Carmandino stirpe antichissima genovese di "vicecomites", Visconti di Genova, originari da Guido (o Ido) Visconti detto di Carmandino dalla sua residenza in Cremen (oggi Cremeno) in Val Polcevera, Genova.

## Origini
Da Oberto, capostipite della Marca degli Obertenghi per volere del re Berengario II, due suoi figli, Ido (o Guido),nato nel 952, e Oberto danno origine a due famiglie vicecomitali dei Carmadino, il primo, dei Visconti Manesseno, il secondo.
Tale Oberto Visconti e Guido da Carmadino sono ricordati come fondatori, nel 991, della Basilica di Santa Maria delle Vigne a Genova.
Inoltre, come scrive la Petti Balbi è «documentata una donazione effettuata nel 1020 da Guido del fu Oberto in favore del monastero di Santo Stefano in Castello Carmadino...Si può ragionevolmente supporre che il ramo Carmadino inizi proprio da Oberto figlio di Ido».
Quello che appare chiaro, comunque, è che le famiglie vicecomitali, nel 972 si uniscono alla spedizione organizzata dal Duca di Aquitania contro Frassinetum, vicino alla odierna Saint-Tropez base corsara saracena, con una propria milizia e flotta genovese, riscattando, in tal modo, il sacco subito da Genova dagli stessi Saraceni nel 935.

## Toponomastica
Carmadino deriva dall'antico nome di Cremeno (nel medioevo Carmandinum, Carmadinum, Carmedinum, Carmainum) borgo attualmente facente parte della Delegazione di Bolzaneto di Genova, dove in un castello oggi non più identificabile, si stabilì Ido di Oberto.
L'insediamento arroccato consentiva il controllo strategico della strada proveniente da Genova e diretta a Tortona per il Passo della Bocchetta o il passo della Vittoria.

## Vicende e sviluppo di una famiglia vicecomitale
Come riporta Giovanna Petti Balbi già "nel 1256 un testimone, interrogato su chi siano i Visconti, elenca quasi tutte le maggiori famiglie cittadine, Spinola, De Mari,Porcelli, Isola, Carmadino, Pevere, Avvocati, De Marini, nessuna delle quali porta l'antico cognome"
Questo fenomeno di straniamento dalle proprie origini sarebbe dovuto alla diffusa, comune volontà di abbandonare l'origine "nobiliare" a favore di un ruolo "urbano" che meglio si addiceva alla natura mercantile del tessuto cittadino in cui tali famiglie si trovavano ad operare.
In tale contesto, i soli Carmadino rimasero legati alla "cognominatio" originaria. 
Nel XII e XIII secolo, i Carmadino si localizzano in residenze a ridosso della più antica cinta muraria di Genova, presso Banchi, e partecipano attivamente alla costituzione della Compagna Communis in concomitanza con la Crociata del 1101.
Nel corso del XIII secolo, gli ultimi Carmadino prendono il nome di Ultramarini dal soprannome del valoroso Enrico distintosi nella conquista di Bonifacio.

## Arma
Spaccato d'argento e di nero al leone dell'uno nell'altro.

## Personalità
- Ido Carmadino, eletto console per la prima volta nell'anno 1102, si distinse in numerose imprese militari principalmente volte contro Pisa.

- Rolando Carmadino, nel 1191 insieme con Bellobruno di Castello, comanda 33 galee genovesi al seguito dell'imperatore Enrico VI in Sicilia.

- Enrico de Carmadino, nel 1194-95, prende parte con tre galee alla presa di Bonifacio in Corsica al comando di una flotta affidata al suo comando e ad Ingo Longo e Otto Pulpo. La conquista si consolido' favorendo lo stanziamento di famiglie liguri nel paese ed affidando la diocesi, per volere del Papa, al vescovo di Genova.[7]